# Ligidium burmanicum
Ligidium burmanicum är en kräftdjursart som beskrevs av Karl Wilhelm Verhoeff 1946. Ligidium burmanicum ingår i släktet Ligidium och familjen gisselgråsuggor. Inga underarter finns listade i Catalogue of Life.